# Червона доріжка

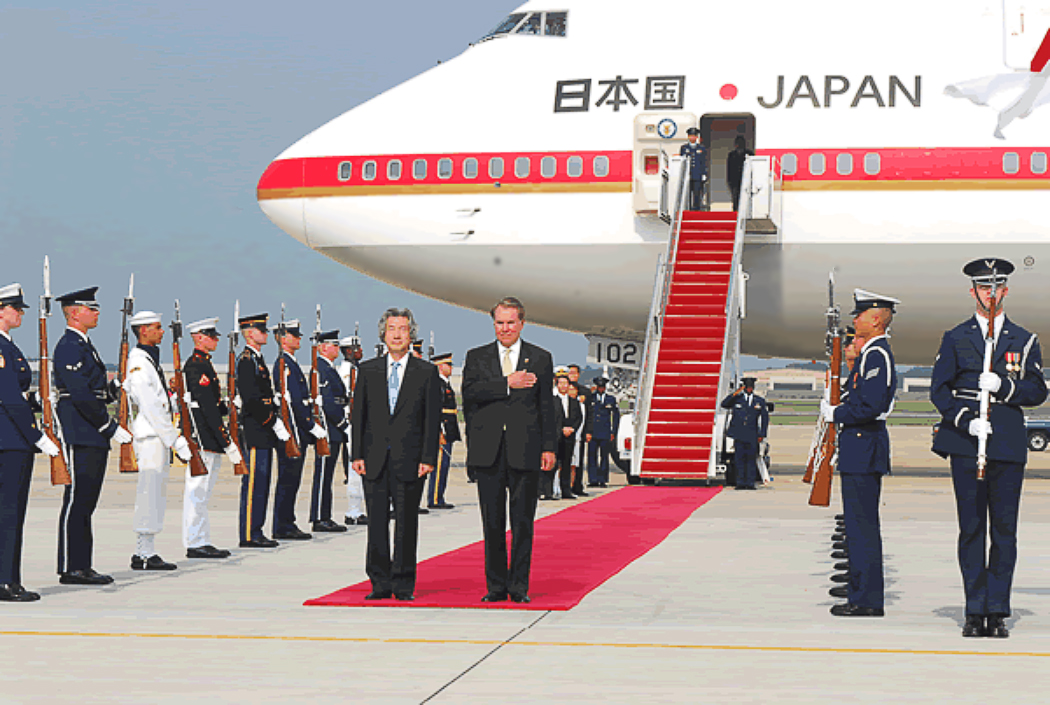

Червона доріжка — традиційно використовується для позначення маршруту прямування глав держав у церемоніальних і офіційних заходах, а в останні десятиліття стало поширеним явищем також для вшановування знаменитостей на офіційних заходах.

## Історія використання
Найперші згадки про червону доріжку зустрічаються у п'єсі «Агамемнон» (458 р. до н.е).
Поняття «red-carpet treatment» почало активно використовуватися після прийому в 1821 році президента США Джеймса Монро.